# Boubers-sur-Canche
 Boubers-sur-Canche  ist eine französische Gemeinde mit 577 Einwohnern (Stand 1. Januar 2022) im Département Pas-de-Calais in der Region Hauts-de-France. Sie gehört zum Arrondissement Arras und zum Kanton Saint-Pol-sur-Ternoise.

## Lage
Die Gemeinde Boubers-sur-Canche liegt am Küstenfluss Canche, 40 Kilometer westlich von Arras. Nachbargemeinden von Boubers-sur-Canche sind Flers im Norden, Nuncq-Hautecôte  im Nordosten, Ligny-sur-Canche im Osten, Fortel-en-Artois im Süden, Conchy-sur-Canche und Vacquerie-le-Boucq im Südwesten, sowie Monchel-sur-Canche im Westen.

## Bevölkerungsentwicklung
| Jahr      | 1962 | 1968 | 1975 | 1982 | 1990 | 1999 | 2006 | 2013 | 2022 |
| Einwohner | 564  | 547  | 618  | 649  | 604  | 606  | 598  | 607  | 577  |

## Sehenswürdigkeiten

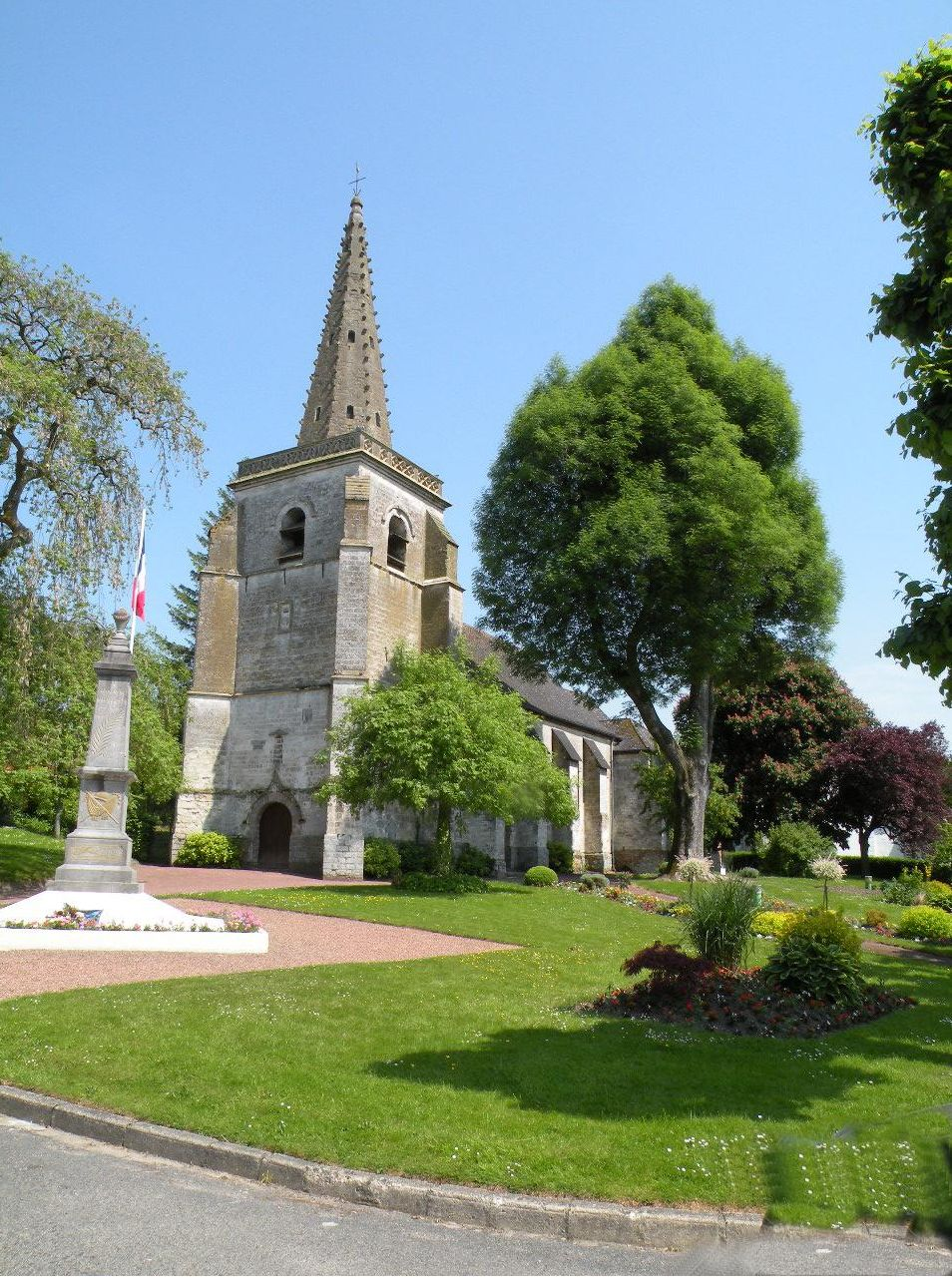
Kirche Saint-Léger
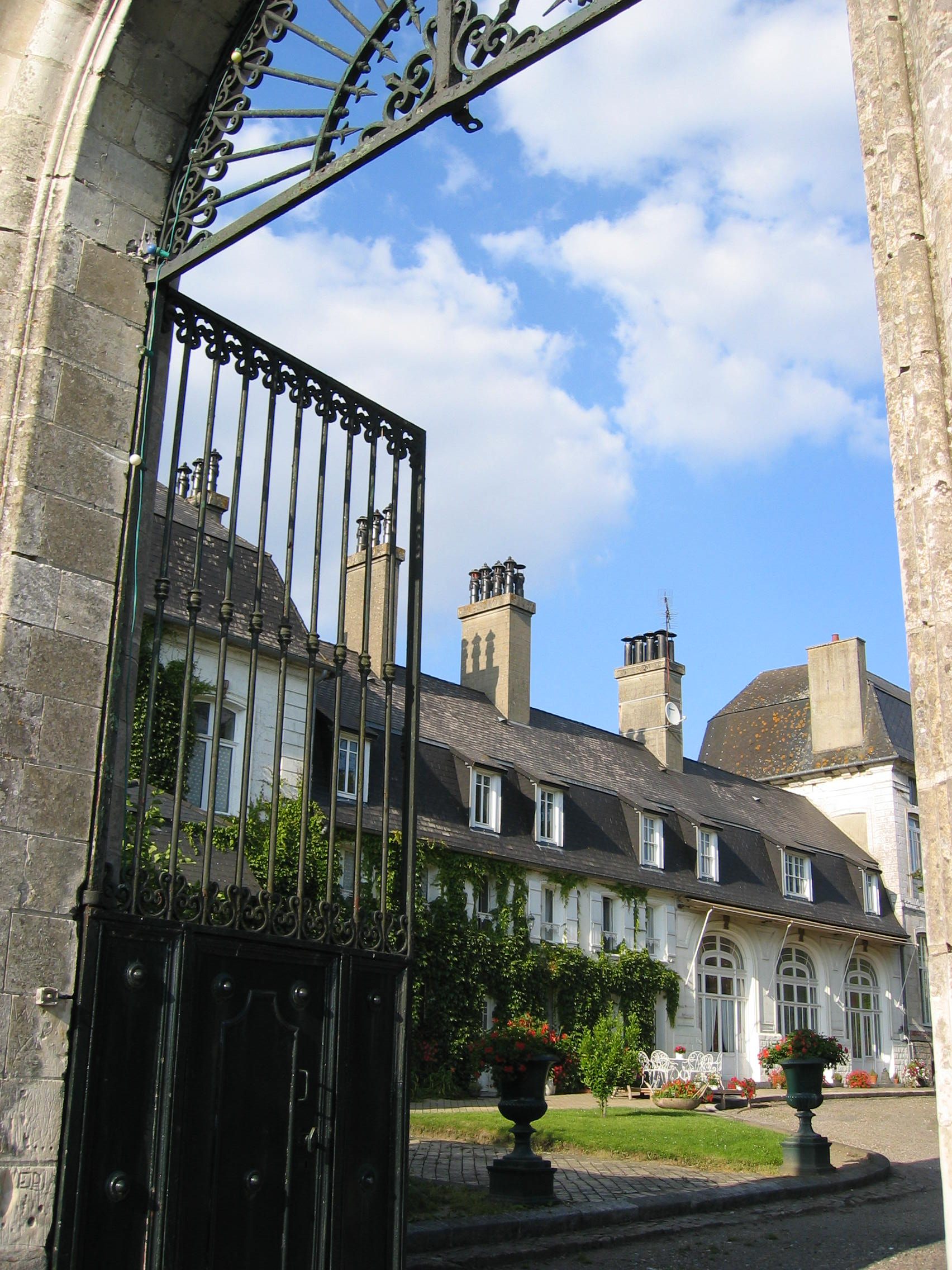
Schloss

- Kirche Saint-Léger
- Schloss